# Kilchberg (Basilea)
Kilchberg es una comuna suiza del cantón de Basilea-Campiña, capital del distrito de Sissach. Limita al oeste y noroeste con la comuna de Rünenberg, al este con Tecknau y Wenslingen, y al sur con Zeglingen.